# Тернер (округ, Південна Дакота)
Шаблон:StateAbbr_ 43°19′ пн. ш. 97°09′ зх. д. / 43.31° пн. ш. 97.15° зх. д.
Округ  Тернер (англ. Turner County) — округ (графство) у штаті  Південна Дакота, США. Ідентифікатор округу 46125.

## Історія
Округ утворений 1871 року.

## Демографія
За даними перепису 2000 року загальне населення округу становило 8849 осіб, усе сільське. Серед мешканців округу чоловіків було 4362, а жінок — 4487. В окрузі було 3510 домогосподарств, 2478 родин, які мешкали в 3852 будинках. Середній розмір родини становив 2,99.
Віковий розподіл населення поданий у таблиці:
| Стать    | До 15 років | 15-21 | 22-29 | 30-39 | 40-49 | 50-65 | 65-85 | Понад 85 |
| -------- | ----------- | ----- | ----- | ----- | ----- | ----- | ----- | -------- |
| Чоловіки | 953         | 406   | 357   | 535   | 697   | 660   | 670   | 84       |
| Жінки    | 892         | 351   | 308   | 554   | 648   | 680   | 842   | 212      |

## Суміжні округи
- Міннігага — північний схід
- Лінкольн — схід
- Клей — південний схід
- Янктон — південний захід
- Гатчинсон — захід
- Маккук — північний захід

## Виноски
1. ↑  US Decennial Census. US Census Bureau. Процитовано 28 березня 2015.
2. ↑  Historical Census Browser. University of Virginia Library. Архів оригіналу за 11 серпня 2012. Процитовано 28 березня 2015.
3. ↑  Forstall, Richard L., ред. (27 березня 1995). Population of Counties by Decennial Census: 1900 to 1990. US Census Bureau. Процитовано 28 березня 2015.
4. ↑  Census 2000 PHC-T-4. Ranking Tables for Counties: 1990 and 2000 (PDF). US Census Bureau. 2 квітня 2001. Процитовано 28 березня 2015.
5. ↑  State & County QuickFacts. Бюро перепису населення США. Архів оригіналу за 26 червня 2011. Процитовано 28 листопада 2013. [Архівовано 2011-06-26 у Wayback Machine.](англ.) Наведено за англійською вікіпедією.
6. ↑  American FactFinder. Бюро перепису населення США. Архів оригіналу за 26 лютого 2012. Процитовано 31 січня 2008. [Архівовано 2008-05-21 у Wayback Machine.]

| США | Це незавершена стаття з географії США. Ви можете допомогти проєкту, виправивши або дописавши її. |